# 안도 쓰바사
안도 쓰바사(일본어: 安藤 翼, 1996년 5월 12일~)는 일본의 축구 선수이다.

## 구단 경력
그는 2019년 일본 풋볼 리그의 혼다 록에 입단했다. 2020년 J3리그의 반라우레 하치노헤로 이적했다. 2021년 J2리그의 SC 사가미하라로 이적했다. 2021년후 J3리그에 강등했다. 2023년까지 95경기에 출전하여, 16득점을 넣었다. 2024년 마쓰모토 야마가 FC로 이적했다.